# Luzillat
Luzillat é uma comuna francesa na região administrativa de Auvérnia-Ródano-Alpes, no departamento Puy-de-Dôme. Estende-se por uma área de 23,34 km². Em 2010 a comuna tinha 1 149 habitantes (densidade: 49,2 hab./km²).